# Ночіно

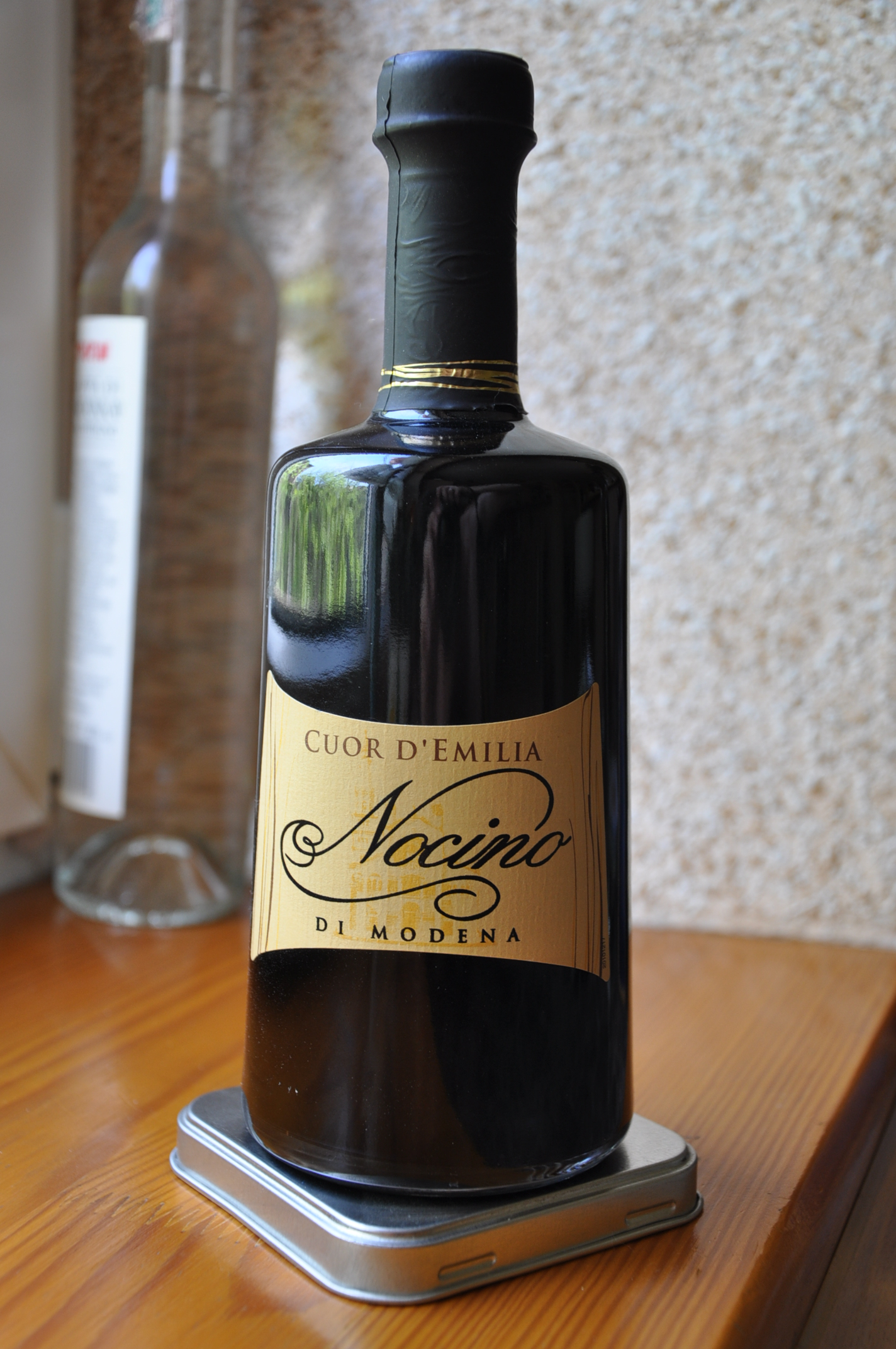
Пляшка Nocino

Ночіно (від італ. noci) — старовинний італійський горіховий лікер із зелених волоських горіхів.

## Підготовка
Домашнє приготування ночіно
Особливе значення має вибір горіхів і термін їх дозрівання, вибір вимагає вміння і досвіду. Горіхи, можливо, повинні бути зі старих рослин, бажано з пагорбів і відкритих для сонця. Плід волоського горіха — кістянка. Зовнішня частина, екзокарпій або лушпиння, м'ясиста і ароматна, швидко темніє при контакті з повітрям через наявність дубильних речовин. Внутрішній (ендокарпій) складається з дерев’янистої оболонки з двома клапанами, розділеними на чотири частини, що відрізняються недосконалими дерев’янистими перегородками, в яких міститься мозкоподібне ядро (насіння).
Період збирання волоських горіхів, призначених для приготування ночіно, який травники називають «бальзамічним часом», потрібно вловити саме тому, що він триває кілька днів і може «втекти». За волоськими горіхами необхідно ретельно стежити під час дозрівання: насправді, їх необхідно час од часу розрізати на дві частини, щоб перевірити чотири порожнини всередині, де ядро утворюється в кілька фаз. Спочатку консистенція виглядає рідкою, потім більш щільною або драглистою, нарешті однорідною на завершальній стадії дозрівання. Слушним періодом для виробництва ночіно є час, коли внутрішня частина фрукта виглядає драглистою: за словами Луки Меркаллі, в Італії через потепління клімату його переносять на початок червня, а не на день Сан-Джованні (Івана Купала, 25 червня).
Період збору горіхів триває усього один-два дні. В Північній Україні (Київська, Житомирська, Чернігівська області), ці один-два дні зазвичай припадають на період від 15 до 25 червня, а не на початок червня, як в Італії.

### Інгредієнти
Будучи домашнім препаратом і широко поширеним у різних областях, існує багато рецептів ночіно. Рецепт, затверджений «Орденом Ночіно Моденезе» передбачає:
- 1 кг лушпиння волоських горіхів (33/35 шт.)
- 1 літр 95° етилового спирту
- 700-900 г цукру.

Додавання деяких ароматизаторів, таких як гвоздика, кориця та ін. необов'язково, якщо вони в невеликих кількостях, щоб не перебити переважаючий аромат волоського горіха.
Мацерація, яка повинна тривати щонайменше два місяці, відбувається в закритих скляних банках, частково підданих сонячним променям, які час від часу відкриваються для перемішування вмісту. По закінченні мацерації продукт фільтрують і розливають у пляшки з темного скла або доопрацьовують у дерев'яних бочках. Перед споживанням рекомендується витримувати близько року в прохолодному місці.

### Результат
Ночіно має бути густим, яскраво-коричневим, прозорим, з інтенсивними і стійкими відтінками та ароматами волоського горіха, гарної консистенції, з первинним смаком волоського горіха та ідеальним гармонійним результатом усіх його компонентів.

### Недоліки
Надто незрілі волоські горіхи призводять до надто терпкого і ненасиченого смаку, тоді як надто стиглі (дерев'янисті) горіхи призводять до деревного, гіркого та липкого продукту через надлишок таніну. Навіть витримане в бочках ночіно, використане вперше, буде бракованим через таніни. Потім бочку необхідно продути спиртом, вином або розчинами з лимонною кислотою не менше шести місяців.

## Офіційна інформація
Назви
Згідно з постановою Європейського парламенту № 110/2008 від 15 січня 2008 року, у Євросоюзі існують дві офіційні назви, що стосуються ночіно: Ночіно ді Модена (Італія) та Ореховец (Словенія).
Традиційний продукт
В Італії ночіно визнано традиційним агропродовольчим продуктом у провінціях Емілія-Романья, Лаціо, Молізе та Трентіно-Альто-Адідже (автономна провінція Больцано — Південний Тіроль).